# Germán Castro Rojas
Germán Castro Rojas fue un contador e Intendente de la Provincia de Talca, quien murió fusilado en 1973 producto del golpe de Estado producido en Chile en ese mismo año.
Con la victoria de Salvador Allende a la presidencia de Chile, este designó a Germán Castro como intendente de la provincia de Talca. Participó en las expropiaciones correspondientes a la Reforma Agraria de comienzo de los años 1970.[cita requerida]
El día en el que se produjo el golpe de Estado en Chile, al ponerse al tanto de los hechos, nadie sabía que tan involucradas estaban las fuerzas armadas en todo eso, por lo que trataron de contactarse con el Ministerio del Interior, pero la comunicación no se logró. Castro recibió una llamada de un militar que le informa que tiene la orden de tomarse la Intendencia, y le daban 15 minutos para entregarse al Regimiento correspondiente. Germán aprovecha ese tiempo y junto a otros acompañantes salen de la Intendencia y se dirigen hacia el Colorado para encontrarse con unos campesinos, los cuales no se encontraban, por lo que deciden ir al retén, pero la barrera estaba abajo, por lo que Germán les dice a los uniformados que suban la barrera, pero estos se niegan y un cabo saca un arma y les disparó a Castro y a su equipo, estos se atrincheran y abren fuego, en donde resulta herido el oficial Espinosa. [cita requerida]
Dado que nunca tuvieron intenciones de provocar una muerte, llevaron al oficial caído a la posta más cercana, en donde el uniformado les señalaba que el motivo del disparo por parte de carabineros era por órdenes que debían cumplir. Dejan al oficial en el recinto de salud y estos continúan su huida hacia Argentina. Finalmente se dieron cuenta de que el ejército venía tras ellos disparándoles, por lo que Castro ordenó una defensiva, que fue sofocada por los militares, dado que ellos impulsaron una ráfaga de disparos en contra de los civiles. Según informo un testigo en esos acontecimiento, llamado Waldo González, dice que los amarraron con alambres y con las culatas les quebraron los dedos, pero que el más golpeado fue Castro, ya que dijo que el recibiría toda la responsabilidad. [cita requerida]
El 27 de septiembre de 1973, Germán Castro fue fusilado en el Regimiento Chorrillos, donde según la noticia oficial, pasó por un Consejo de Guerra, cosa desmentida con posterioridad. El caso de la muerte del Intendente es atendida por el abogado Roberto Celedón.  Se ha establecido que su muerte no pasó por ningún Consejo.